# Paraxestis
Paraxestis is een geslacht van vlinders van de familie visstaartjes (Nolidae).

## Soorten
- P. malagasy Viette, 1988
- P. rufescens Hampson, 1902